# バレンタインデー関連楽曲一覧
バレンタインデー関連楽曲一覧（バレンタインデーかんれんがっきょくいちらん）は、バレンタインデーに関連した楽曲、バレンタインデーに歌われる楽曲などの一覧。

## 日本のポップス (J-POP)

### あ行
- あなたのやり方で抱きしめて（丹下桜、1997年）
- エンドレス・バレンタイン（EPO、1990年）
- お願いヴァレンティヌ（HKT48、2012年）

### か行
- ギラギラ（Ado、2021年）
- ギリチョコ（HALCALI、2011年）

### さ行
- 死ね！バレンタイン・デー（藤岡藤巻、2007年）
- 世界中に君は一人だけ（吉川友、2013年）
- セプテンバー・バレンタイン（佐々木幸男、1978年）

### た行
- チョコの奴隷（SKE48、2013年）
- チョコレート（家入レオ、2014年）
- チョコレート魂（松浦亜弥、2009年）
- チョコレイト・ディスコ（Perfume、2007年）

### は行
- 8月のバレンタイン（ビビアン・スー、1996年）※河合奈保子の楽曲とは同名異曲
- バレンタイン～愛込めハンドメイドチョコ～（完全メイド宣言、2006年）
- バレンタイン・イヴ（近藤ナツコ、1995年）
- バレンタイン・キッス（国生さゆり、1986年、渡り廊下走り隊7、2011年）
- Valentine's Eve～りぼんをほどいて～（西司、1990年）
- バレンタイン大作戦（ロッキン＝ヨーコ（山下総合病院）、2001年）
- バレンタインに黒バラを（九能小太刀（声優：島津冴子）、1991年）
- Valentine's RADIO（松任谷由実、1989年、吉川友、 2013年）
- Bitter or Sweet（Sweet Vacation、2008年）
- Blue Valentine's Day（大滝詠一、1978年）
- Hot chocolate（RIP SLYME、2006年）

### ま行
- 毎日がバレンタイン（柏原よしえ、1980年）
- 毎日がヴァレンタイン（久野かおり、1991年）※柏原よしえの楽曲とは同名異曲
- 真夏のバレンタイン（林原めぐみ、1991年）
- もぎゅっと“love”で接近中!（μ's、2012年）

### ら行
- Rainy Valentine（UP-BEAT、1990年）

## 日本国外のポップス
- Blue Valentines（トム・ウェイツ）※
- ミネアポリスの女からのクリスマスカード（トム・ウェイツ）※  アルバムBlue Valentinesに収録。ミネアポリスの刑務所にいる女がバレンタインには出獄するからと手紙を送るという設定
- Everyday is Valentine's Day（Kissing Book）
- Happy Valentine's Day（アウトキャスト）
- My Funny Valentine（ミュージカル「ベイブズ・イン・アームズ」より、1937年）
- Valentine's Day（ABC）
- Valentines Day（ジェームス・テイラー）
- Valentines Day（マリリン・マンソン）※ジェームス・テイラーとは同名異曲
- Valentine`s Day (Linkin Park)